# Rasul Douglas
Rasul Douglas (geboren am 29. August 1995 in East Orange, New Jersey) ist ein US-amerikanischer American-Football-Spieler auf der Position des Cornerbacks. Er spielte College Football für die West Virginia University und stand bis 2024 bei den Buffalo Bills in der National Football League (NFL) unter Vertrag. Zuvor spielte Douglas auch für die Philadelphia Eagles, mit denen er den Super Bowl LII gewann, für die Carolina Panthers sowie die Green Bay Packers.

## College
Douglas wuchs bei seiner Großmutter in East Orange, New Jersey, auf. Dort besuchte er die Highschool und spielte in deren Team Football und Basketball. Anschließend ging er auf das Nassau Community College in Garden City, New York, auf Anraten seines Head Coachs von der Highschool sowie des Head Coachs des Nassau Community College, um eine Footballkarriere zu verfolgen. Nach zwei erfolgreichen Spielzeiten am Community College erhielt Douglas mehrere Stipendienangebote von College-Football-Programmen und entschied sich für die West Virginia University, an der er ab 2015 für die West Virginia Mountaineers in der NCAA Division I Football Bowl Subdivision (FBS) spielte. In der Saison 2016 fing Douglas acht Interceptions, geteilter Bestwert in der FBS, darunter ein Pick Six. Er wurde in das All-Star-Team der Big 12 Conference gewählt. Insgesamt bestritt Douglas 24 Spiele für West Virginia.

## NFL
Douglas wurde im NFL Draft 2017 in der dritten Runde an 99. Stelle von den Philadelphia Eagles ausgewählt. Als Rookie kam Douglas aufgrund des Ausfalls von Ronald Darby, der acht Partien lang verletzungsbedingt fehlte, zwischenzeitlich als Starter in der Defense zum Einsatz. In den Play-offs wurde er nur in den Special Teams eingesetzt, beim 41:33-Sieg im Super Bowl LII gegen die New England Patriots spielte er lediglich bei sieben Snaps in den Special Teams. Nachdem er auch zu Beginn der Saison 2018 keine größere Rolle gespielt hatte, rückte Douglas infolge des verletzungsbedingten Ausfalls von Jalen Mills im Saisonverlauf erneut in die Stammformation auf. In seinem zweiten NFL-Jahr gelangen Douglas 58 Tackles und drei Interceptions, zudem wehrte er vier Pässe ab. Zu Beginn der Saison 2019 war Douglas infolge erneuter Ausfälle von Darby und Mills wiederum Stammspieler, konnte dabei aber nicht überzeugen und kam kaum noch zum Einsatz, als beide wieder einsatzbereit waren. Am 5. September 2020 entließen die Eagles Douglas kurz vor Saisonbeginn. Er bestritt 46 Regular-Season-Spiele für Philadelphia.
Daraufhin nahmen die Carolina Panthers Douglas am 6. September 2020 über die Waiver-Liste unter Vertrag. Als Stammspieler gelangen ihm in 14 Spielen 62 Tackles und neun verteidigte Pässe. Zwei Spiele verpasste er wegen eines positiven Tests auf COVID-19.
Am 19. April 2021 schloss Douglas sich für die Saison 2021 den Las Vegas Raiders an, diese entließen ihn allerdings am 23. August 2021 im Rahmen der Kaderverkleinerung vor der Regular Season. Anschließend nahmen die Houston Texans ihn unter Vertrag, entließen ihn aber nach nur sechs Tagen ebenfalls noch vor Saisonbeginn. Daraufhin nahmen die Arizona Cardinals Douglas am 3. September 2021 in ihren Practice Squad auf.
Am 6. Oktober verpflichteten die Green Bay Packers ihn für ihren aktiven Kader, nachdem Jaire Alexander sich verletzt hatte. Sein Debüt für die Packers gab Douglas am 6. Spieltag gegen die Chicago Bears, als er Isaac Yiadom ersetzte, der wegen schwacher Leistungen ausgewechselt worden war. Daraufhin spielte er in der folgenden Woche gegen das Washington Football Team von Beginn an, dabei konnte er einen Fumble erzwingen. Am achten Spieltag konnte Douglas gegen die Arizona Cardinals wenige Sekunden vor Ende der Partie einen Pass von Kyler Murray auf A. J. Green in der Endzone abfangen, womit er den 24:21-Sieg von Green Bay sicherte. Anschließend gelang Douglas jeweils am 12. Spieltag gegen die Los Angeles Rams sowie am 13. Spieltag gegen die Chicago Bears jeweils ein Interception-Return-Touchdown. Insgesamt fing er in der Saison 2021 fünf Interceptions, zudem erzwang er einen Fumble und wehrte 13 Pässe ab. Douglas zog mit den Packers als topgesetztes Team in die Play-offs ein, dort schieden sie allerdings in der Divisional Round gegen die San Francisco 49ers aus. Im März 2022 unterschrieb Douglas eine Vertragsverlängerung um drei Jahre im Wert von 21 Millionen US-Dollar in Green Bay. In der Saison 2022 kam Douglas bei den Packers in 17 Partien zum Einsatz, davon zwölfmal als Starter, dabei fing er vier Interceptions und setzte 85 Tackles.
Am 31. Oktober 2023 gaben die Packers Douglas und einen Fünftrundenpick 2024 im Austausch gegen einen Drittrundenpick 2024 an die Buffalo Bills ab. Am 17. Spieltag wurde Douglas für seine Leistung bei der Partie gegen die New England Patriots als AFC Defensive Player of the Week ausgezeichnet. Dabei verhinderte er drei Pässe und fing zwei Interceptions, darunter ein Interception-Return-Touchdown über 40 Yards.

### NFL-Statistiken
| Saison                             | Saison | Spiele | Spiele      | Tackles | Tackles | Tackles | Tackles | Interceptions | Interceptions | Interceptions | Interceptions | Interceptions | Fumbles | Fumbles | Fumbles |
| Jahr                               | Team   | Spiele | als Starter | Gesamt  | Solo    | Ast     | Sacks   | PD            | INT           | Yds           | Lng           | TD            | FF      | FR      | TD      |
| ---------------------------------- | ------ | ------ | ----------- | ------- | ------- | ------- | ------- | ------------- | ------------- | ------------- | ------------- | ------------- | ------- | ------- | ------- |
| 2017                               | PHI    | 14     | 5           | 25      | 23      | 2       | 0,0     | 11            | 2             | 7             | 7             | 0             | 0       | 0       | 0       |
| 2018                               | PHI    | 16     | 7           | 58      | 48      | 10      | 0,0     | 4             | 3             | 14            | 17            | 0             | 0       | 0       | 0       |
| 2019                               | PHI    | 16     | 6           | 35      | 24      | 11      | 0,0     | 10            | 0             | 0             | 0             | 0             | 0       | 0       | 0       |
| 2020                               | CAR    | 14     | 11          | 62      | 50      | 12      | 0,0     | 9             | 0             | 0             | 0             | 0             | 0       | 0       | 0       |
| 2021                               | GB     | 12     | 9           | 57      | 52      | 5       | 0,0     | 13            | 5             | 105           | 55            | 2             | 1       | 0       | 0       |
| 2022                               | GB     | 17     | 12          | 85      | 69      | 16      | 1,0     | 13            | 4             | 26            | 22            | 0             | 1       | 0       | 0       |
| 2023                               | GB     | 7      | 7           | 32      | 26      | 6       | 0,0     | 6             | 1             | −2            | −2            | 0             | 0       | 2       | 0       |
| 2023                               | BUF    | 9      | 8           | 29      | 21      | 8       | 1,0     | 8             | 4             | 58            | 40            | 1             | 0       | 1       | 0       |
| 2024                               | BUF    | 15     | 15          | 58      | 43      | 15      | 1,0     | 5             | 0             | 0             | 0             | 0             | 1       | 0       | 0       |
| Gesamt                             | Gesamt | 120    | 80          | 441     | 356     | 85      | 2,0     | 79            | 19            | 208           | 55            | 3             | 3       | 3       | 0       |
| Quelle: pro-football-reference.com |        |        |             |         |         |         |         |               |               |               |               |               |         |         |         |